# Pancreatina
La pancreatina è una miscela di enzimi prodotti dalle cellule esocrine del pancreas. In medicina la pancreatina animale (ottenuta dal pancreas fresco di maiale o di bue) viene somministrata come coadiuvante della digestione in pazienti affetti da insufficienza pancreatica.

## Composizione
La pancreatina si presenta deidratata come una polvere amorfa di colore bianco-giallastro, dall'odore caratteristico e solubile in acqua e glicerina. Contiene principalmente tripsina, amilopsina e steapsina (rispettivamente: una proteasi, un'amilasi e una lipasi), importanti enzimi che favoriscono la digestione, insieme a minori quantità di maltasi, lattasi e altri enzimi.